# Atomosia similis
Atomosia similis är en tvåvingeart som beskrevs av Jacques-Marie-Frangile Bigot 1856. Atomosia similis ingår i släktet Atomosia och familjen rovflugor.
Artens utbredningsområde är Kuba. Inga underarter finns listade i Catalogue of Life.